# Чокогор-Ари
Чокого́р-Ари́ (рос. Чокогор-Ары) — невеликий річковий острів на річці Анабар. Територіально відноситься до Якутії, Росія.
Розташований в нижній течії річки ближче до лівого берега, нижче впадіння лівої притоки Коннієс. Острів має видовжену форму, витягнутий із північного заходу на південний схід. Острів рівнинний, вкритий пісками. На північному заході сполучається з берегом косою, яка в основному затоплена.
| Росія | Це незавершена стаття з географії Росії. Ви можете допомогти проєкту, виправивши або дописавши її. |